# Anem-nos-en, Bàrbara
Anem-nos-en, Bàrbara (en castellà Vámonos, Bárbara) és una pel·lícula espanyola rodada el 1977 i estrenada el 1978, ópera prima de Cecilia Bartolomé com a director i guionista. La pel·lícula està inspirada en la pel·lícula estatunidenca Alícia ja no viu aquí (1974) planejant en el guió els problemes de parella i les dificultats del divorci a Espanya per les dones en el context de la transició espanyola. L'historiador de cinema Romà Gubern i la crítica la considera la primera pel·lícula feminista d'Espanya. Ha estat doblada al català.

## Argument
Ana (Amparo Soler Leal) pertany a una família burgesa catalana. Treballa en un estudi de publicitat. Està casada i malgrat l'oposició familiar decideix separar-se del seu marit. Després de la seva separació se'n va de vacances amb la seva filla Bàrbara de 12 anys, amb qui comparteix l'aventura i les dificultats. Té com a objectiu deixar enrere el passat i portar una vida més lliure i sense lligams. Es dirigeixen a casa de la tia Remedios amb l'objectiu de descansar i reflexionar sobre el futur.

## Repartiment
- Amparo Soler Leal: Ana
- Cristina Álvarez: Bárbara
- Iván Tubau: Iván
- Julieta Serrano: Paula
- José Lifante: Andreu
- Josefina Tàpias i Martínez: Tía Remedios
- Conxita Bardem: Madre de Ana
- Manuel Gas: Padre de Ana

## Context
Anem-nos-en, Bàrbara va ser el primer llargmetratge de Cecilia Bartolomé cineasta que va destacar durant els anys 60 en els seus primers treballs durant el final de l'era franquista sent pionera a abordar temes com l'avortament, el divorci i els drets de les dones a Espanya. Va rebre l'encàrrec per part del productor, Alfredo Matas de realitzar una adaptació al context espanyol de la pel·lícula estatunidenca Alícia ja no viu aquí (1974) dirigida per Scorsese. La directora va decidir canviar el final perquè va considerar que "la solució per la dona no és trobar al príncep blau quan el que ella vol és trobar-se a si mateixa i no repetir la història que havia tingut amb el seu marit" És una de les primeres vegades en les quals apareix una dona lliure al cinema espanyol i també un arquetip diferent de mare amb la proposta de mantenir un diàleg "de tu a tu" assenyala el crític de cinema Luis E. Parés sobre la pel·lícula.